# Уикипедия
Уикипедия (на английски: Wikipedia, произнасяно /ˌwɪkɪˈpiːdɪə/) е многоезична, уеб базирана енциклопедия със свободно съдържание. Тя е динамичен продукт на сътрудничещи си доброволци от цял свят, позволяваща на всеки човек с достъп до интернет да участва в редактирането ѝ. Проектът започва на 15 януари 2001 г. като допълнение към Нюпедия, която се съставя от експерти. Към 2020 г. Уикипедия се управлява от Фондация „Уикимедия“, организация с нестопанска цел. В Уикипедия има над 40 милиона статии, включително над 250 000 в българоезичната ѝ версия, създадени от над 100 000 доброволци. През годините на своето съществуване Уикипедия завоюва голяма популярност, насърчавайки зараждането на други сродни проекти като Уикиречник, Уикикниги и други.
Статиите в Уикипедия често са цитирани както от медиите, така и в академичните среди: големите ѝ предимства са нейното свободно разпространение и списване, както и широкият ѝ обхват на теми. Редакторите са насърчавани да се придържат към политиката на „Неутрална гледна точка“, съгласно която основните възгледи по даден проблем се обобщават без опит да се изведе обективна истина. Така или иначе, славата на Уикипедия като достоверен справочник е оспорвана. Отворената ѝ природа позволява вандализъм, неточности, непридържане към приетите норми, ниско качество и пристрастия. Уикипедия – в сравнение с традиционните енциклопедии – е окачествявана като смесица от „истина, полуистина и някои лъжи“ и е критикувана за това, че предпочита консенсуса пред личните авторитети и че липсва лична отговорност за съдържанието. Упреквана е също, че предоставя средство за безогледна манипулация и пропаганда, особено по спорни теми. От друга страна, към 2020 г. Уикипедия се оценява като „последното останало добро място в интернет“, носител на културни иновации, който е несравнимо по-лесно достъпен и е по-четен от традиционните хартиени енциклопедии. Същият автор високо оценява окуражаването на всякакви дискусии и възприемането на шеговит стил на общуване, напомнящ за ранните дни на Просвещението и първата Енциклопедия на Дидро.
Съществуват над 301 разноезични версии на Уикипедия, около 100 от които сравнително активни. Към март 2011 г. англоезичната, немскоезичната, рускоезичната и френскоезичната версии са единствените, разполагащи с над 1 милион статии. Над 100 000 статии имат и 33 други – на: полски, японски, италиански, нидерландски, португалски, испански, шведски, български, китайски, корейски, норвежки (букмол), фински, каталонски, волапюк, румънски, украински, турски, унгарски, чешки, есперанто, датски, индонезийски, словашки, арабски, виетнамски, сръбски, литовски, иврит, малайски, словенски и уарай-уарай.
Съществуват раздели на Уикипедия, написани на мъртви езици (например Уикипедия на латински език и Уикипедия на старобългарски), както и раздели на изкуствени езици (на есперанто, на волапюк, на идо, на интерлингва, на новиал, на оксидентал и на ложбан).
Немската версия е разпространявана и на DVD-ROM, а много от версиите ѝ са дублирани или разклонени на други уеб сайтове.

## Характеристики
Девизът на Уикипедия е „Свободната енциклопедия, която всеки може да редактира“, а дефиницията, която ѝ дава нейният основател Джими Уейлс, е „опит да се създаде и разпространи свободна енциклопедия с възможно най-високо качество до всеки човек на планетата на собствения му език“. Тя се разработва на сайта wikipedia.org чрез компютърна програма, наречена „уики“. Името „Уикипедия“ е измислено от Лари Сангър.
В интернет съществуват или са съществували и други енциклопедични проекти. В някои от тях се използват традиционни редакционни политики и важи идеята за интелектуална собственост върху продукта, например в писаната от експерти Станфордска философска енциклопедия, както и във вече несъществуващата Нюпедия. По-неофициални сайтове като h2g2 или Everything2 служат за общи упътвания, статиите в които са писани и контролирани от отделни хора. Проекти като Уикипедия, Susning.nu и Enciclopedia Libre са уикита, в които статиите се разработват от много автори и няма формален процес на проверка. Така по брой статии и брой думи Уикипедия се превръща в най-голямото енциклопедично уики. За разлика от много други енциклопедии, нейното съдържание е лицензирано под свободния лиценз Криейтив Комънс – Признание – Споделяне на споделеното.
Уикипедия има набор от политики, определящи типовете информация, подходящи за включване в статиите. Тези политики често биват цитирани във вътрешни за Уикипедия дискусии, когато се обсъжда дали дадена информация трябва да бъде добавена, променена, преместена в сроден проект или дори изтрита.

## Свободно съдържание
От създаването си през 2001 година до средата на 2009 година Уикипедия е лицензирана под Лиценза за свободна документация на ГНУ (ЛСДГ или GFDL) – един от първите и понастоящем много копилефт лицензи за авторско право, които позволяват разпространение, създаване на производни работи и търговска употреба на съдържанието, при изрично упоменаване на имената на авторите и при условие, че съдържанието продължава да бъде достъпно под същите условия (т.е. свободно лицензирано).
С проведено общностно гласуване през юни 2009 година е взето решението да се мигрира от GFDL към по-олекотения в някои отношения, но също така свободен копилефт лиценз Криейтив Комънс – Признание – Споделяне на споделеното с някои допълнителни условия за ползване, осигуряващи приемственост на създаденото до този момент съдържание.
Лицензът и условията за ползване на Уикипедия позволяват съдържанието ѝ да бъде копирано, променяно разпространявано в оригинален или модифициран вид, и използвано за всякаква, включително комерсиална употреба. Въпреки че това важи с пълна сила за текстовете в Уикипедия, голяма част от изображенията, аудио- и видеодокументите, които илюстрират текстовете могат да бъдат качени под други свободни лицензи, а в някои езикови версии на Уикипедия е позволена употребата и на несвободна мултимедия, качена с уговорката за т.нар. „честна употреба“ (fair use), например корпоративни емблеми, части от песни, обложки на дискове, корици на книги, плакати и други материали с промоционално съдържание. Известна част от версиите на Уикипедия и други нейни сродни проекти обаче приемат само напълно свободно съдържание.
Уикипедия се използва от медии, учени и други като отправна точка при търсене на информация и ресурси. Информационни агенции редовно цитират Уикипедия като източник. Според списъци, правени от редакторите на Уикипедия, нейните статии са най-често цитирани в новинарски медии. По-рядко към данните в нея се прибягва в научни изследвания, книги, конференции и съдебни дела. Например канадският парламент споменава статията на Уикипедия за еднополови сватби в списъка за „странична литература“ в Проектозакон C-38. Неизчерпателни списъци са правени от уикипедианци в англоезичната версия на Уикипедия.

## Версии на различни езици
Петте най-големи версии са написани, в низходящ ред, на английски, на немски, френски, полски и италиански. Общо, Уикипедия има 276 версии в различна степен на пълнота, с общ брой статии 15,5 милиона. Към 16 май 2025 г. българоезичната версия има 303 898 статии, като постига стохилядната статия Петралона (пещера) на 24 май 2010 година местно време. В Уикипедия потребителите могат да регистрират потребителско име с каквато азбука желаят, например кирилица.
Разноезичните версии работят независимо една от друга. Версиите не са обвързани със съдържанието на останалите версии и е необходимо единствено да се придържат към общите политики, като например „неутрална гледна точка“. Все пак, статии и изображения се споделят между версии на Уикипедия. Първото става с помощта на самоинициативни доброволци-преводачи, които понякога планират и координират усилията си с други уикипедианци, а второто – чрез хранилището за свободно лицензирано мултимедийно съдържание Общомедия.
Списък на версиите, подредени по брой статии, може да бъде намерен на Мета. Трябва да се има предвид обаче, че броят статии е доста неточен начин за сравняване качеството на отделните езикови версии. Например в някои версии на Уикипедия почти половината статии са мъничета, създадени автоматично от ботове.